# Finsternis
Finsternis är det andra musikalbumet av den tyska gruppen E Nomine.

## Normal CD
1. Am Anfang war die Finsternis...!
2. Mitternacht
3. Die Wandlung
4. Wolfen (das Tier in mir)
5. Reise nach Transsilvanien
6. Dracul's Bluthochzeit
7. Die Offenbarung
8. Séance
9. Die Bedrohung
10. Das Böse
11. Die Suche
12. Die schwarzen Reiter
13. Die Verlautbarung
14. Zorn - Die 12 verbotenen Töne
15. Hexenein x Eins
16. Hexenjagd
17. Das Unheil
18. Der Exorzist
19. Der Tod
20. Der Herr der Schatten
21. Der Ahnungsschauer
22. Angst
23. Der Schrei
24. Exitus
25. Das Schweigen
26. Die Nachtwache
27. Die Stimme...
28. Aus dem Jenseits